# 하얼빈시 (중화민국)
하얼빈시(중국어: 哈爾濱市)는 1947년 중화민국이 설치한 직할시로. 중화민국 대륙 시기 12개 직할시 중 하나이다. 당시 하얼빈은 둥베이 지역에서 가장 큰 도시이자 교통의 중심지였다. 제2차 국공 내전으로 인해 중국 공산 정권이 하얼빈을 실질적으로 점령하면서, 중화민국 정부는 실제 관할권을 갖지 못했고, 관할 구역도 현재의 하얼빈시와 정확히 일치하지 않는다.